# Từ ấy (tập thơ)
Từ ấy là tập thơ đầu của nhà thơ Việt Nam Tố Hữu, được sáng tác trong khoảng 10 năm kéo dài từ 1937 đến 1946. Phần lớn các bài thơ trong tập được đăng trên báo chí công khai và bí mật từ những năm 1938, được tập hợp lại và xuất bản lần đầu năm 1946 với nhan đề Thơ, và năm 1959 tái bản có sửa chữa, bổ sung, dưới tên gọi "Từ ấy". Cụm từ từ ấy bắt nguồn từ chủ đề của câu thơ trứ danh: "Từ ấy trong tôi bừng nắng hạ, mặt trời chân lý chói qua tim".

## Hoàn cảnh ra đời
Năm 1935, lúc Nhà thơ Tố Hữu vừa tròn 15 tuổi, cũng là lúc Phong trào Mặt trận Bình dân Pháp lên cao, lập được Chính quyền mới ở Pháp theo xu hướng cánh tả; lúc đó tác giả tham gia phong trào thanh niên cánh tả ở Đông Dương.
Tác phẩm "Người mẹ" của Gorki, "Thép đã tôi thế đấy" của Ostrovski. Hình tượng anh công nhân Paven trong "Người mẹ" và đẹp hơn nữa là Paven trong "Thép đã tôi thế đấy" dũng cảm vượt qua mọi gian khổ, chiến thắng bệnh tật, coi thường cái chết là thần tượng của tác giả. Các tác phẩm có tinh thần đấu tranh như "Khói lửa" của Barbusse, "Cơristốp" của Romain Rolland, "Mười ngày rung chuyển thế giới" của John Reed, "Gót sắt" của Jack London đã mang lại cho tác giả những suy nghĩ mới, ảnh hưởng đến sự nghiệp thơ, khi mà những luồng suy nghĩ mới này có ảnh hưởng lớn lúc đang độ tuổi trưởng thành. Tác phẩm "Tuyên ngôn Đảng Cộng sản" của Các Mác - Ăng-ghen và bộ "Tư bản" của Các Mác cũng có ảnh hưởng không nhỏ đến tư tưởng và suy nghĩ đang hình thành của Tố Hữu.
Nhiều nhân vật của Đảng Cộng sản Đông Dương lúc bấy giờ như Lê Duẩn, Phan Đăng Lưu, Hải Triều, Nguyễn Chí Diểu, Bùi San,... đã tiếp cận và giác ngộ Tố Hữu đi theo con đường cộng sản: gia nhập Đoàn Thanh niên Dân chủ năm 1936 và 1938 gia nhập Đảng Cộng sản Đông Dương.

## Đặc điểm
Từ ấy gồm 71 bài thơ tập hợp trong 3 phần tương ứng với ba giai đoạn lịch sử: Máu lửa (27 bài), Xiềng xích (30 bài) và Giải phóng (14 bài), ghi lại một thời kỳ lịch sử cách mạng của nhân dân Việt Nam, thông qua chặng đường hoạt động 10 năm của người thanh niên cộng sản Tố Hữu.

### Máu lửa
Máu lửa bao gồm trong đó 27 bài thơ được sáng tác trong khoảng 2 năm (từ cuối năm 1937 đến đầu năm 1939). Trong thời gian này, Mặt trận Dân chủ Đông Dương đang phát triển mạnh dưới sự lãnh đạo của Đảng cộng sản Đông Dương, đồng thời đây cũng là những năm tháng mà trên thế giới, phong trào chống phát xít, bảo vệ dân chủ và hòa bình thế giới diễn ra sôi nổi. Với riêng tác giả Tố Hữu, giai đoạn này cũng là lúc bước vào tuổi thanh niên, được gặp gỡ lý tưởng cộng sản và trở thành một người chiến sĩ hăng hái, một người lãnh đạo phong trào thanh niên dân chủ ở Huế. Phần Máu lửa cho thấy nội dung chủ đạo là tiếng lòng đồng cảm với những thân phận bị đọa đày, hắt hủi của những người lao động nghèo khổ ở thành thị. Đó là em bé mồ côi (bài Hai đứa trẻ), chị vú em phải bỏ con ở quê nhà đói lạnh để ôm con của chủ (bài Vú em), ông lão đầy tớ (bài Lão đầy tớ), cô gái giang hồ trên dòng Hương Giang (bài Tiếng hát sông Hương) v.v. Niềm cảm thông, xót xa, đồng cảm với những thân phận nghèo hèn trong xã hội thực dân nửa phong kiến luôn đi đôi với tiếng nói khơi gợi trong họ ý thức phản kháng, đem đến cho họ niềm tin vào một cuộc đổi đời. Bên cạnh đó, những tình cảm trắc ẩn và niềm cảm thông đó đã những đã tiếp sức cho nhà thơ trên bước đường đến với cách mạng.
Không chỉ có tình cảm với người lao động trong nước, lý tưởng cộng sản quốc tế phản ánh trong phần Máu lửa thông qua cả những tiếng nói chống chiến tranh phát xít, có ý nghĩa ở tầm nhân loại.
Với riêng nhà thơ, Máu lửa biểu hiện tiếng reo ca náo nức của một tâm hồn trẻ khát khao lẽ sống đã gặp lý tưởng cách mạng, mà bài thơ Từ ấy là một điển hình.

### Xiềng xích
Phần Xiềng xích gồm 30 bài sáng tác trong thời gian tác giả bị giam tại nhà tù đế quốc từ tháng 4 năm 1939 đến tháng 3 năm 1942. Phần này như một bản quyết tâm thư của người chiến sĩ trẻ tuổi tự nhủ với lòng mình không khuất phục trước súng đạn và sự tra tấn tàn bạo của kẻ thù, không nản chí trước mọi khó khăn trở ngại. Đó là những cuộc tuyệt thực trong nhà lao, những cuộc chiến đấu gay go với bản thân để vượt qua những cám dỗ thấp hèn (bài Con cá chột nưa, Tranh đấu); là những lời trăng trối của bạn tù gửi lại khi ra pháp trường (bài Trăng trối); là xúc cảm xao động trước tiếng vọng của cuộc đời bên ngoài qua song cửa nhà tù (bài Một tiếng rao đêm, Nhớ người, Nhớ đồng); là ý chí hướng về những tấm gương hy sinh của đồng bào và chiến sĩ trong Khởi nghĩa Nam Kỳ (bài Bà má Hậu Giang); là tiếng nói đấu tranh góp phần với phong trào đấu tranh bên ngoài và những tiếng thơ kêu gọi tâm huyết (bài Dậy mà đi, Dậy lên thanh niên) v.v.

### Giải phóng
Giải phóng gồm 14 bài, sáng tác trong những năm từ 1942 đến 1946. Đây là những năm tháng khi nhà thơ vượt ngục và sống trong không khí sục sôi cách mạng, chuẩn bị tổng khởi nghĩa. Thơ Tố Hữu trong giai đoạn này là tiếng thét căm thù đối với sự áp bức của hai đế quốc Pháp-Nhật (bài Tiếng hát trên đê, Đói! Đói! Đói!); là sự dự cảm tin lành chiến thắng (bài Xuân đến); là niềm say sưa ca niềm vui bất tuyệt của độc lập, tự do (bài Huế tháng Tám, Vui bất tuyệt) v.v.

## Một số bài thơ trong thi tập Từ ấy - Tố Hữu
1. Ba tiếng
2. Bà má Hậu Giang
3. Chiều
4. Con cá chột nưa
5. Con chim của tôi
6. Dậy mà đi
7. Dửng dưng
8. Đời thơ
9. Đêm giao thừa
10. Đông
11. Đông Kinh nhuộm máu
12. Đi
13. Đi đi em!
14. Giờ quyết định
15. Hai đứa trẻ
16. Hồ Chí Minh
17. Hi vọng
18. Huế tháng tám
19. Khi con tu hú
20. Lao Bảo
21. Lão đầy tớ
22. Mồ côi
23. Một tiếng rao đêm
24. Nhớ đồng
25. Nhớ người
26. Những người không chết
27. Như những con tàu
28. Từ ấy
29. Tâm tư trong tù
30. Tương tri
31. Tháp Đổ
32. Tiếng chuông nhà thờ
33. Tiếng hát đi đầy
34. Tiếng hát sông Hương
35. Tiếng sáo Ly Quê
36. Trăng trối
37. Vú em
38. Xuân đến
39. Xuân lòng
40. Xuân nhân loại
41. Ý xuân

Với tất cả những chủ đề có trong thi tập, theo Đặng Thai Mai, Từ ấy là tiếng nói cáo trạng nhân danh phẩm giá của con người lao khổ; nhân danh chủ nghĩa nhân đạo để chống với một chế độ tàn bạo; nhân danh cái đẹp của thiên nhiên và của nghệ thuật, của chân lý và của công lý để phản kháng với cái xấu, cái giả dối; nhân danh cái mới để chống lại cái lạc hậu. Đó cũng là bản quyết tâm thư của một chiến sĩ cách mạng không do dự trước nhiệm vụ, khó khăn, lao tù, súng gươm và sự tra tấn của kẻ thù, không tuyệt vọng trên những bước đường thử thách đau đớn nhất.
Ở phương diện nghệ thuật, Từ ấy trở thành một trong những thành tựu của văn học cách mạng Việt Nam. Tố Hữu đã kết hợp được giữa nghệ thuật và cách mạng, giữa người chiến sĩ và thi sĩ, góp phần vào tiến trình đổi mới thi ca hiện đại Việt Nam.